# アン・スコット (ジャーナリスト)
アン・スコット（Anne Scott）は、スコットランドのテレビアナウンサー、放送ジャーナリスト。

## 生涯
1990年代初頭、スコットはアンジェリーナ・テレビジョンにてニュースリポーターを務めた。同局はケンブリッジシャー北部、リンカンシャー南部、およびノーフォーク西部をカバーし、ピーターバラに報道センターを配置していた。彼女はカバー地域西部向けのニュース番組『アンジェリーナ・ニュース・ウェスト』で現地リポーターの1人として仕事を開始した。
1990年代半ば、彼女はグランピアン・テレビジョンに移り、ノース・トゥナイト にてリポーターおよびメインプレゼンターの1人を務めた。
スコットはその後、BBCスコットランドにおいてアナウンサーを継続し、また放送ディレクターを務めた。